# Бързи и яростни 8
„Бързи и яростни 8“ (на английски: The Fate of the Furious) е американски криминален екшън от 2017 г., част от поредицата Бързи и яростни, режисиран от Ф. Гари Грей. Във филма участват Вин Дизел, Дуейн Джонсън, Мишел Родригес, Джордана Брустър, Тайрийз Гибсън, Лудакрис, Лукас Блек и Джейсън Стейтъм.

## Сюжет
Дом и екипът му са по-щастливи от всякога. Те имат пари, свобода и спокойствие. Но скоро в живота на Дом се появява мистериозна жена, която го въвлича отново в капана на престъпния свят, от който той трудно може да се измъкне. Екипът на Торето ще трябва да се изправи пред изпитания както никога дотогава и да обиколи половината земно кълбо, за да спре един краен анархист и да върне у дома човека, който ги направи семейство.

## Актьорски състав
- Вин Дизел – Доминик Торето
- Джейсън Стейтъм – Декард Шоу
- Мишел Родригес – Лети Ортис
- Тайрийс Гибсън – Роман Пиърс
- Лудакрис – Тедж Паркър
- Дуейн Джонсън – Люк Хобс
- Кърт Ръсел – Франк Пети
- Шарлиз Терон –Сайфър
- Джордана Брустър – Мия Торето

## Премиера
Филмът излиза по кината на 14 април 2017 г., но има и предпремиера на 12 и 13 април.